# Cerkiew Świętych Adriana i Natalii w Odessie

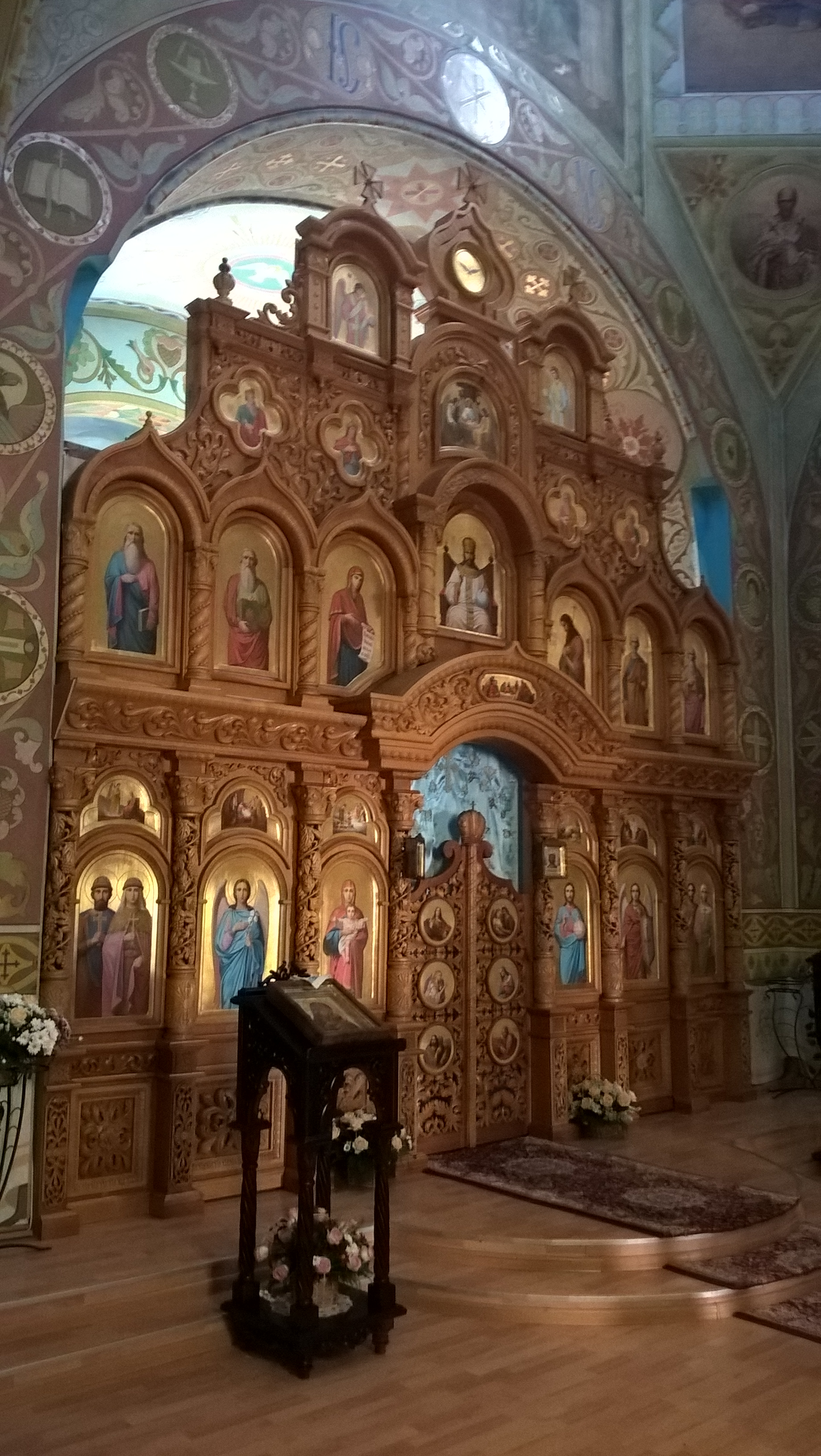
Ikonostas

Cerkiew Świętych Adriana i Natalii – prawosławna cerkiew w Odessie, przy Bulwarze Francuskim, w I dekanacie miejskim eparchii odeskiej Ukraińskiego Kościoła Prawosławnego Patriarchatu Moskiewskiego.

## Historia
Kamień węgielny pod budowę obiektu sakralnego położono w 1897 r., zaś gotowa cerkiew została wyświęcona 31 października 1900 r. przez arcybiskupa chersońskiego i odeskiego Justyna. Pierwotnie jej patronami byli święci Mateusz i Eugenia.  Wśród możliwych autorów projektu budynku wymienia się L. Włodka i L. Prokopowicza. Budowla sakralna powstała z fundacji radcy stanu Matwieja Mawrokordato, który przekazał swoją znajdującą się w pobliżu daczę dla szkoły dla niewidomych, a przy placówce postanowił urządzić niewielką cerkiew. Koszt budowy świątyni wyniósł 25 tys. rubli. 
Bezpośrednio po rewolucji październikowej, gdy wywłaszczono wszystkie znajdujące się przy Bulwarze Francuskim dacze, cerkiew pozostała czynna. Zamknięto ją dopiero w 1930 r., adaptując na klub. Ponowne otwarcie budynku dla celów kultowych miało miejsce w 1942 r., gdy Odessa znajdowała się pod okupacją rumuńską. W tym roku wyświęcił ją powtórnie metropolita Transnistrii w jurysdykcji Rumuńskiego Kościoła Prawosławnego, Wissarion, nadając równocześnie obiektowi sakralnemu nowe wezwanie świętych Wiktora i Wissariona (swoich dwóch patronów – związanych z imieniem zakonnym i świeckim).  
Po II wojnie światowej cerkiew decyzją arcybiskupa odeskiego Nikona stała się domową świątynią ordynariuszy eparchii, którzy zamieszkali w sąsiednim domu. W 1957 r. po raz trzeci zmieniono patronów świątyni na świętych Pawła i Natalię. Sześć lat później cerkiew została ponownie zamknięta. Urządzono w niej muzeum ateizmu, a następnie stołówkę. Nieremontowany budynek świątyni popadał w coraz większą ruinę. Kilkakrotnie był niszczony przez pożary, po jednym z nich przekazano go Związkowi Kompozytorów, który przeprowadził remont dawnej cerkwi z przeznaczeniem dla kameralną salę koncertową. Nie zdążył jednak oddać jej do użytku, gdyż podczas pieriestrojki zdecydowano o przywróceniu obiektu do celów kultowych. Cerkiew została 22 grudnia 1989 r. konsekrowana po raz trzeci w historii przez metropolitę odeskiego i chersońskiego Leoncjusza, pod wezwaniem świętych Adriana i Natalii. Powtórna adaptacja budowli do celów sakralnych i uzupełnienia wyposażenia wnętrza odbywało się pod kierunkiem proboszcza parafii ihumena Arkadiusza (Taranowa), w pracach brali udział parafianie oraz mnisi z monasteru Zaśnięcia Matki Bożej w Odessie. 
Szczególnym kultem w świątyni otaczane są ikona św. Mikołaja oraz kopia ikony Matki Bożej „Szybko Spełniająca Prośby”, obie napisane w rosyjskim monasterze św. Pantelejmona na Athosie.

## Architektura
Cerkiew została wzniesiona w stylu neobizantyjskim na planie krzyża. Jest budowlą jednokopułową, z prezbiterium skierowanym w stronę południowio-wschodnią, o wymiarach 22 metrów długości, 20 metrów szerokości i blisko 20 metrów wysokości, średnica kopuły – 6 metrów. Budynek zbudowano z czerwonej cegły.
Ikonostas w cerkwi powstał po 1990 r. w pracowni na Ukrainie zachodniej.